# 7211 Xerxes
7211 Xerxes este o planetă minoră (asteroid), cu un diametru de 6,393 km, din centura de asteroizi. A fost descoperită pe 25 martie 1971 la Observatorul Palomar de Cornelis Johannes van Houten și a fost numită după Xerxes I. 
Obiectul prezintă o orbită caracterizată de o semiaxă mare de 2,7998193 UAi, o excentricitate de 0,16, o înclinație de 9,11468 ° în raport cu ecliptica.